# Deer Creek Bridge
Le Deer Creek Bridge est un pont en arc américain dans le comté de Pierce, dans l'État de Washington. Ce pont routier construit dans le style rustique du National Park Service en 1938-1939 permet le franchissement de la Deer Creek, au sein du parc national du mont Rainier. C'est une propriété contributrice au Mount Rainier National Historic Landmark District depuis l'inscription de ce district historique au Registre national des lieux historiques le 18 février 1997.